# Rollo & King
Rollo & King foi uma banda dinamarquesa constituída por Søren Poppe e Stefan Nielsen. Eles lideraran as paradas na Dinamarca com seu primeiro álbum muito "Midt i løbetid en", que permaneceu nas paradas por 13 semanas em 2000-2001.
Antes de Søren Poppe ficar famoso com a banda, ele era professor numa escola em Valby, um distrito de  Copenhaga. Ele ensinou música e principalmente  matemática. 
Danmarks Radio convidou-os para entrar no Dansk Melodi Grand Prix em 2001. Eles venceram com a canção "Der står et billede af dig på mit bord"  (tradução literal: "Há uma foto de você na minha mesa").
Juntamente com a cantora Signe Svendsen, que se juntou ao grupo, interpretaram a canção (traduzido para o Inglês como "Never Ever Let You Go" no Festival Eurovisão da Canção 2001 e alcançaram o segundo lugar.
A banda dissolveu-se em 2002, tendo os seus membros lançando-se em carreiras a solo.

## Discografia
- Midt i en løbetid (2000)
- Det nye kuld (2001)